# Amy Harris-Willock

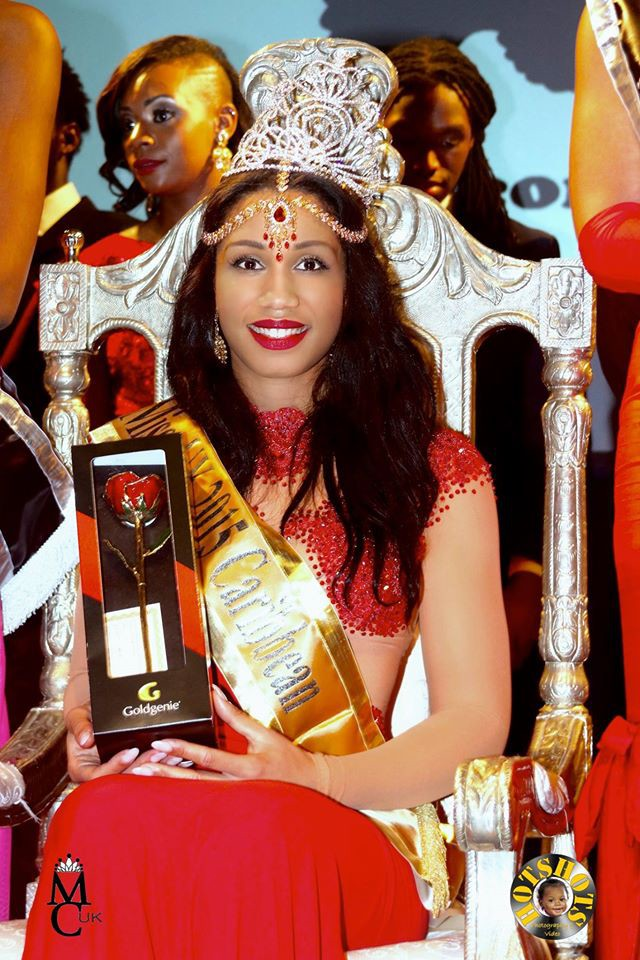
Amy Harris-Willock làm Hoa hậu Caribbean Anh 2015

Amy Melissa Harris-Willock (sinh ngày 14 tháng 9 năm 1987 tại Birmingham)  là một vận động viên nhảy xa người Anh gốc Antiguan thi đấu với tư cách là Amy Harris, và là cựu vô địch của cuộc thi Hoa hậu Caribe Anh.

## Sự nghiệp điền kinh
Thi đấu dưới tên khai sinh Amy Harris và một thành viên của Điền kinh Vương quốc Anh, cô đã giành được huy chương vàng môn nhảy xa tại Đại hội Thể thao Trẻ Khối thịnh vượng chung 2004 ở Bendigo, Victoria với bước nhảy 6,19 m (20,3 ft)  và bạc tại Giải vô địch thiếu niên điền kinh châu Âu năm 2005 tại Kaunas, Litva với bước nhảy tốt nhất cá nhân là 6,35 m (20,8 ft).
Cô là người nắm giữ Giải vô địch điền kinh Anh ngoài trời kỷ lục nhảy xa của nữ dưới 20 tuổi 200612 với bước nhảy 6,40 m (21,0 ft) được thực hiện trong khi cô đang thi đấu cho câu lạc bộ điền kinh Birchfield Harrier.
Harris đã tham gia các khóa học tại Đại học bang Florida 2008 12, trong thời gian đó, cô thi đấu cả hai cho các cuộc hội thảo tại bang Florida  và Birchfield Harrier. Năm 2010, cô đã giành được giải bạc tại giải vô địch Vương quốc Anh ở Birmingham và vàng tại Giải vô địch điền kinh và điền kinh nước Anh ở Gateshead.
Cô là nhà vô địch Hội nghị Bờ biển Đại Tây Dương ở cả môn nhảy xa ngoài trời và trong nhà năm 2012  và là lần nhảy xa thứ tư tốt nhất từ trước đến nay tại bang Florida với 21 ft 1,25 in (6,4326 m).
Vào năm 2014, Harris, có ông nội Etel Nathaniel Willock sống ở Bolans cho đến khi qua đời vào năm 2010, chuyển lòng trung thành của mình sang Antigua và Barbuda để công nhận di sản của cô và là thành viên của Hiệp hội thể thao Antigua & Barbuda. Cô là người giữ kỷ lục quốc gia cho bước nhảy dài. Cô đã tham gia cuộc thi nhảy xa Commonwealth Games 2014.

## Hoa hậu Caribe Anh 2015
Amy Harris-Willock đã thi đấu và giành giải Hoa hậu Caribe năm 2015. Cô đã được chọn từ bốn người vào chung kết trong cuộc thi nóng bỏng ở Birmingham vào ngày 25 tháng 7 năm 2015. Sau đó, cô tiếp tục tham gia mười sáu hy vọng khác từ khắp Vương quốc Anh và được chọn là một trong bảy người đã lọt vào vòng chung kết tại Grand Finalé vào ngày 5 tháng 12 tại Nhà hát Shaw.
Cô đã giành được trang phục dạ hội đẹp nhất trong chiếc váy được thiết kế riêng màu đỏ được thiết kế dành riêng cho cô bởi Francis Agyapong của AgyeFrance Design. Sau đó, cô đã được công bố người chiến thắng năm 2015 của toàn bộ cuộc thi.